# Marquès de Vilana
El marquesat de Vilana és un títol nobiliari concedit el 1708 per l'arxiduc Carles al coronel Josep de Vilana-Peguera i de Millars, Va ser ratificat el 1750 per Carles III, rei de Nàpols al seu nebot Antoni de Peguera i de Vilana-Peguera, que va heretar de la seva mare Estàsia el de senyoriu Monells, Millars i Toloriu.
Fou succeït pel seu fill Francesc de Paula de Millars, òlim de Peguera i de Camps (1745-1810), que morí sense descendència i fou succeït pel seus nebots, senyors de Villa García de los Ríos.